# Rione Sanità

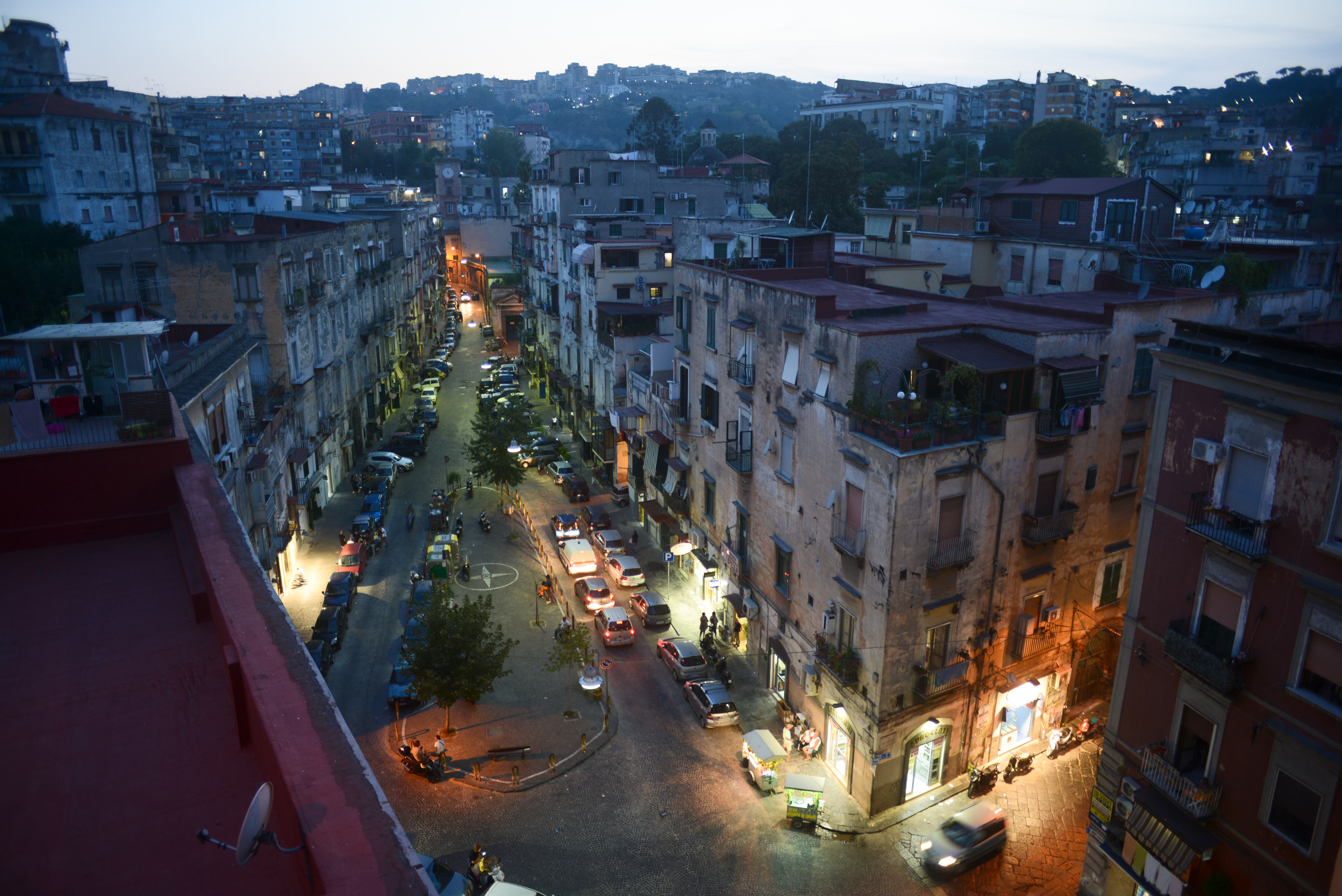
La Sanità, vista desde el puente homónimo sobre la Via Santa Teresa degli Scalzi.

El rione Sanità es uno de los rioni de Nápoles, Italia, que forma parte del barrio Stella. Corresponde a una zona situada al norte de las murallas virreinales de Nápoles y más concretamente al norte del Borgo dei Vergini, hasta las faldas de la colina de Capodimonte. Empieza en la plaza Vergini y comprende la zona de la calle Sanità y la plaza Sanità hasta la zona del hospital de San Gennaro dei Poveri.

## Historia

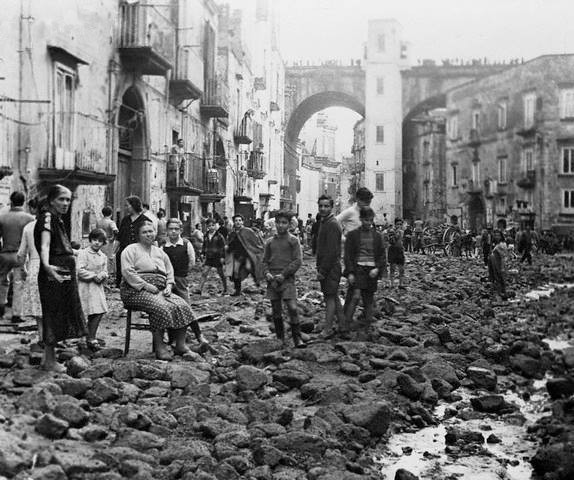
La llamada lava dei Vergini (tierra y grava traída por una tormenta) en el barrio en una fotografía de los años cincuenta.

El rione Sanità fue edificado a finales del siglo XVI en un valle utilizado desde la época greco-romana como lugar de sepultura. En este barrio se encuentran hipogeos helenísticos y catacumbas paleocristianas, como las de San Gennaro y San Gaudioso, que establecen una fuerte relación entre el hombre y la muerte que ha continuado con el paso de los siglos, como demuestra el cementerio delle Fontanelle, utilizado para albergar las víctimas de la gran peste del 1656.
Ya en el siglo XV, existía en los agradables campos sobre los que en la actualidad se encuentra el barrio, junto a la paleocristiana basílica de San Gennaro fuori le mura y a un monasterio abandonado, un lazareto para apestados, que tras la infausta peste de 1656 fue ampliado y se convirtió en el actual Ospedale di San Gennaro dei Poveri. La razón por la que se construyó aquí un hospital para enfermos se puede encontrar en la etimología de la zona, que procede de su salubritas tanto natural como sobrenatural, debido a que era entonces una zona sin contaminar que albergaba las catacumbas, consideradas responsables de milagrosas curaciones.
Inicialmente destinado a acoger importantes familias nobiliarias y burguesas de la ciudad (como testimonian majestuosos palacio Sanfelice y palacio del Español), con el paso del tiempo se ha convertido en una de las zonas más populares de Nápoles.

## Los problemas

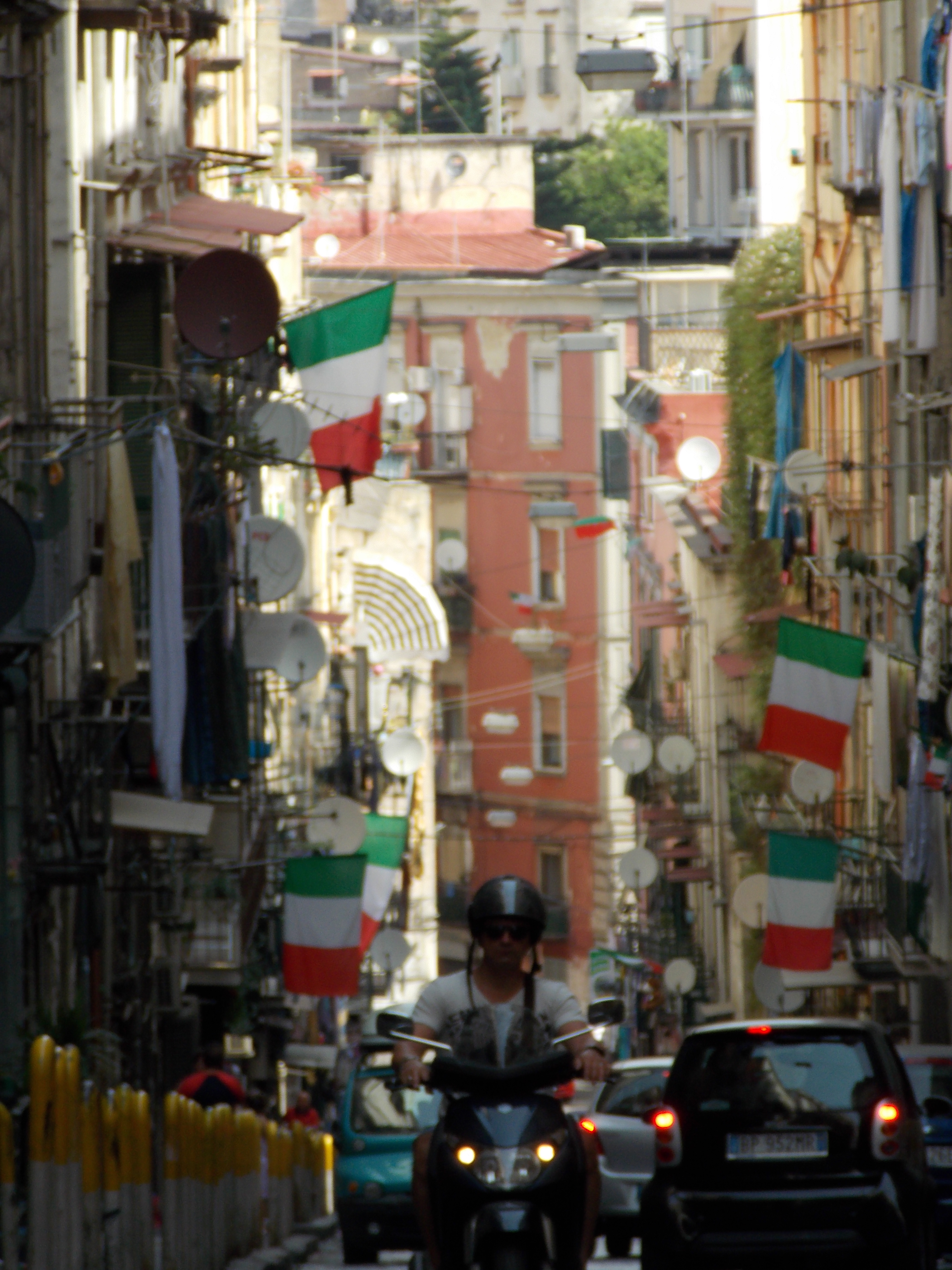
La Discesa Sanità.

La marginación social es elevada, así como el desempleo o el subempleo, pese al potencial histórico-cultural de la zona. La camorra representa una alternativa de vida para muchos, y continúa atrayendo a parte de los chicos que abandonan la escuela obligatoria en busca de dinero fácil y reafirmación social.
Algunas asociaciones de voluntariado, culturales y sociales que trabajan en el barrio se han constituido en red para intentar construir mejores condiciones de vida estimulando el sentido cívico y creando oportunidades de salida de la degradación para las personas del barrio. La comunidad eclesiástica del barrio (existen en su territorio dos parroquias, la de Santa Maria della Sanità y la de San Severo) expresa desde hace años una notable vivacidad, en el intento de superar las brechas socioculturales y de constituirse en polo de atracción para dar oportunidades de trabajo.

## Monumentos y lugares de interés

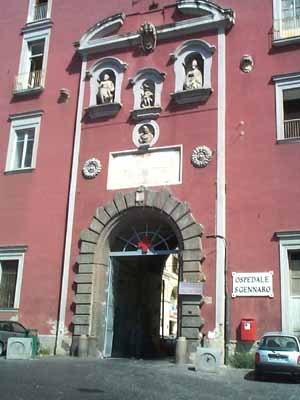
La fachada del Ospedale di San Gennaro dei Poveri.

### Palacios históricos
- Convitto Pontano alla Conocchia
- Ospedale di San Gennaro dei Poveri
- Palazzo dello Spagnolo
- Palazzo de Liguoro di Presicce
- Palazzo di Majo
- Palazzo Sanfelice
- Palazzo Traetto

### Iglesias y complejos religiosos

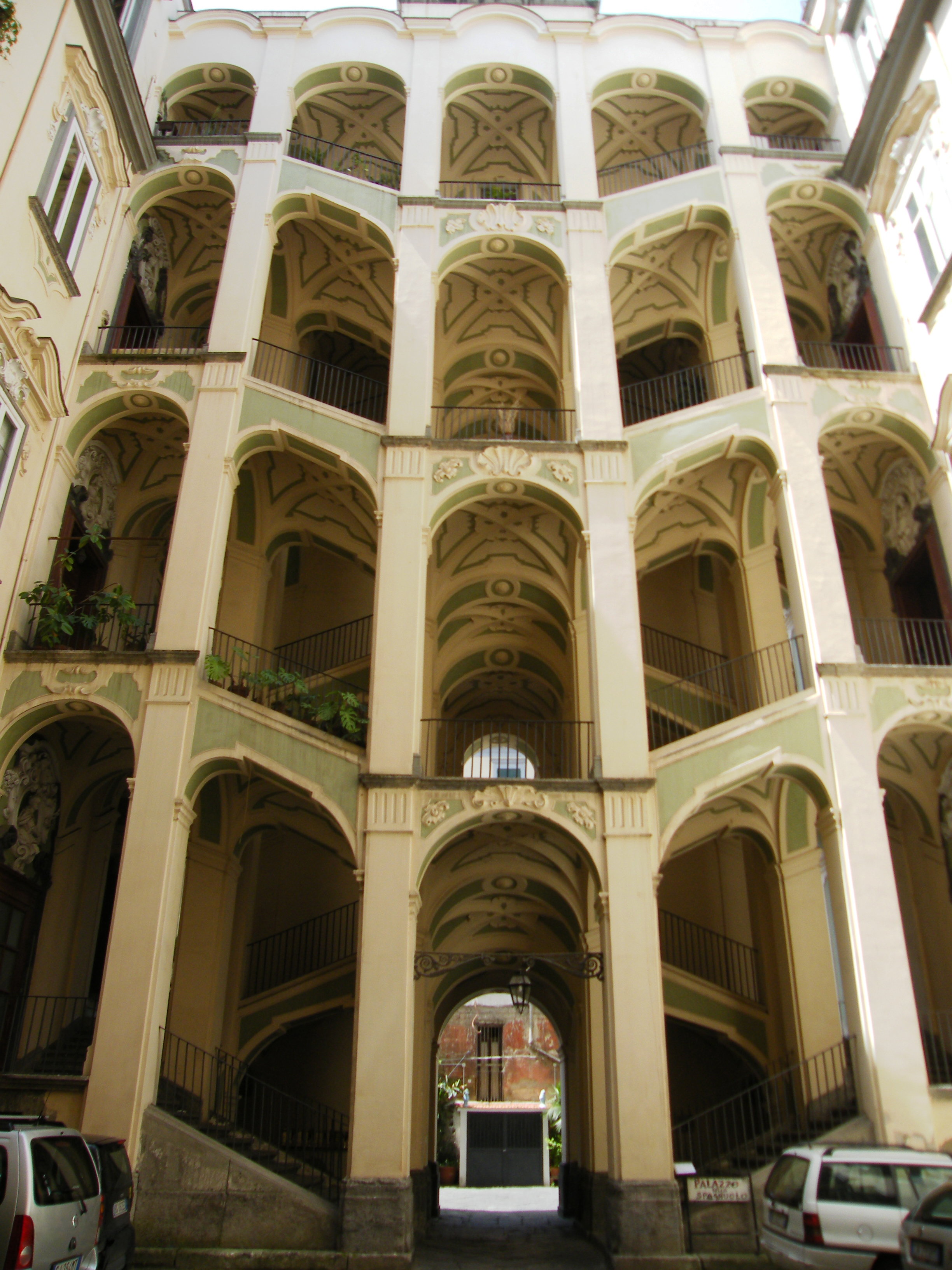
Las célebres escaleras de «alas de halcón» del Palazzo dello Spagnolo.

- Basílica de San Gennaro fuori le mura
- Iglesia del Santissimo Crocifisso ad Antesaecula
- Iglesia de Santa Maria Antesaecula
- Basílica de Santa Maria della Sanità
- Iglesia de Santa Maria della Vita
- Iglesia dell'Immacolata e San Vincenzo
- Iglesia de San Severo fuori le mura
- Complesso dei Cinesi

## El borgo dei Vergini
El borgo dei Vergini, también llamado borgo barocco por el estilo predominante de sus edificios, es la primera zona que se encuentra antes de llegar a la Sanità propiamente dicha quien viene de la Via Foria. Se trata de una parte muy animada de la ciudad centrada alrededor de la Via dei Vergini, sede de un florido mercado al aire libre. El borgo dei Vergini constituye el primer tramo del largo valle que discurre entre las colinas de la Stella, de Miracoli, de Capodimonte y de Materdei. Su nombre procede de una fratría religiosa griega, la de los eunóstides, dedicada a la templanza y, sobre todo, a la castidad.
En la Via dei Vergini se encuentran algunos de los edificios barrocos más importantes de la ciudad, como el Palazzo dello Spagnolo, y varios edificios religiosos: la iglesia de Santa Maria dei Vergini, la iglesia de la Missione ai Vergini y la iglesia de Santa Maria Succurre Miseris ai Vergini. Cerca están también la iglesia de Sant'Aspreno ai Crociferi en la parte llamada delle Crocelle (así se llamaba la zona donde estaban los frailes de San Camillo de Lellis) y la iglesia de Santa Maria della Misericordia ai Vergini, llamada popularmente la Misericordiella. Al final se bifurca en dos calles: a la izquierda la Via Arena della Sanità y a la derecha la Via dei Cristallini, que conducen a las zonas homónimas.

## El «barrio subterráneo»

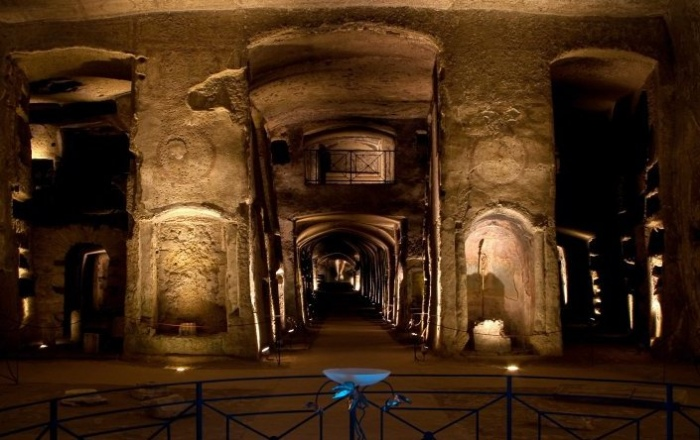
El vestíbulo inferior de las catacumbas de San Gennaro.

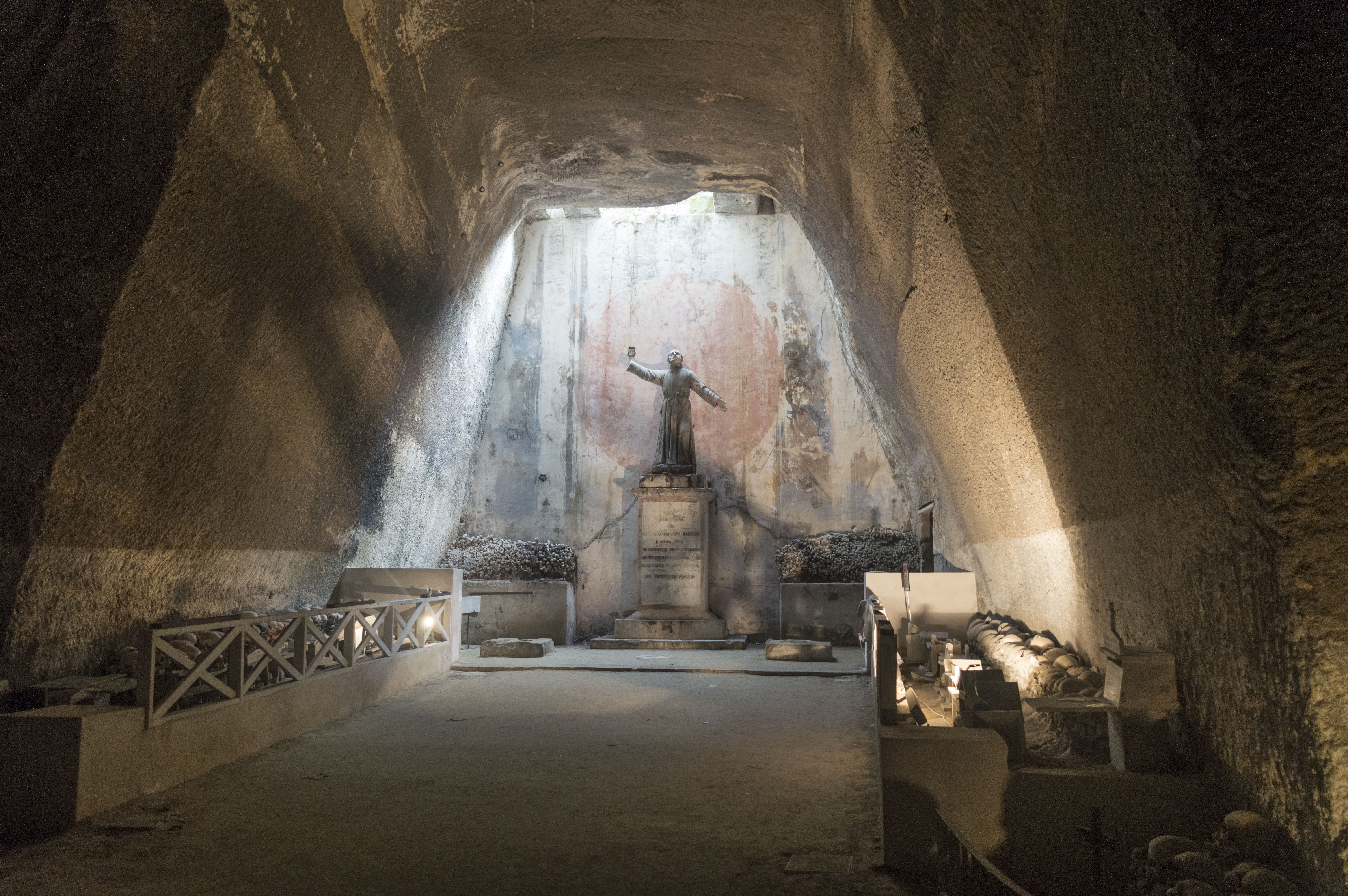
Una galería del cementerio delle Fontanelle.

El subsuelo de la Sanità constituye un contexto de extraordinario interés cultural para la estratificación arqueológica e histórico-artística que testimonia la evolución de la ideología funeraria en Nápoles desde finales del siglo IV a. C. hasta nuestros días. Son dignos de mención varios tramos de la necrópolis helenística y los magníficos complejos de las catacumbas de San Gennaro, las catacumbas de San Gaudioso y las catacumbas de San Severo. El célebre cementerio delle Fontanelle, realizado en el interior de una gigantesca cantera de tufo excavada bajo la colina de Materdei, representa, junto con el culto de las anime pezzentelle, la relación que desde siempre el pueblo napolitano ha tenido con la vida eterna.
Algunos de los complejos presentes son:
- Necrópolis helenística de Neapolis (finales del siglo IV – principios del siglo III a. C.)
- Catacombe della Vita (del siglo II, la localización exacta es desconocida)
- Catacumbas de San Gennaro (siglo II)
- Catacumbas de San Severo (finales del siglo IV)
- Catacumbas de San Gaudioso (siglo V)
- Catacumbas de San Vito (bajo el antiguo Ospedale San Camillo, de datación incierta)
- Catacumbas de Sant'Eufemia (cerca del Vicolo dei Lammatari, de datación incierta)
- Catacumbas de San Fortunato (cerca del Vicolo dei Lammatari, de datación incierta)
- Cementerio delle Fontanelle (siglo XVII - XIX)

## Personas relacionadas con el barrio
El rione Sanità es conocido por ser la cuna del célebre actor y comediante Totò, que nació en la Via Santa Maria Antesaecula. En él también fue bautizado «el más santo de los napolitanos y el más napolitano de los santos», Alfonso María de Ligorio, en la iglesia de Santa Maria dei Vergini y murió el escritor Francesco Mastriani, en la Penninata San Gennaro dei Poveri. En este barrio también tenía su residencia el arquitecto Ferdinando Sanfelice, en el Palazzo Sanfelice, diseñado por él mismo.

## Cultura

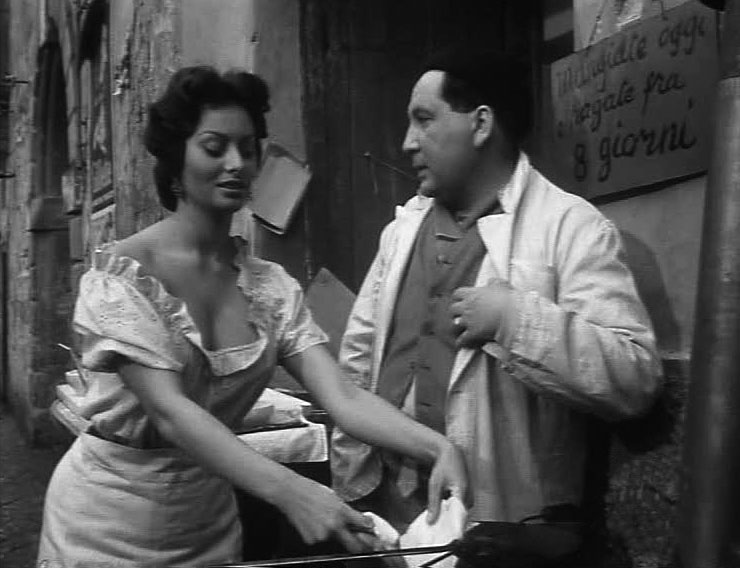
Sophia Loren y Giacomo Furia en una escena de la película El oro de Nápoles.

En este barrio se han grabado un gran número de películas, entre ellas:
- El oro de Nápoles (1954), de Vittorio De Sica, protagonizada por Totò, Eduardo de Filippo, Sophia Loren y Silvana Mangano
- Ayer, hoy y mañana, protagonizada por Sophia Loren y Marcello Mastroianni
- Il furto è l'anima del commercio!?..., protagonizada por Alighiero Noschese y un jovencísimo Enrico Montesano
- Il fantasma di via Sanità, episodio de la película Pacco, doppio pacco e contropaccotto (1993) de Nanni Loy, protagonizada por Marina Confalone y Gerardo Scala, que aparecen en este episodio
- Nostalgia, de Mario Martone, con Pierfrancesco Favino, Francesco Di Leva y Tommaso Ragno

Un par de obras teatrales de Eduardo de Filippo están ambientadas en la Sanità: ¡Chao, don Antonio Barracano! e Il cilindro, esta última ambientada en un sótano de la Via dei Cristallini. También está ambientada en la Sanità la miniserie de televisión 'O professore, que narra la historia de un profesor, interpretado por Sergio Castellitto, que lucha por dar un futuro a los chicos del barrio y alejarlos de las dificultades sociales y de la camorra. Por último, se grabaron aquí algunas escenas de la tercera temporada de la serie de televisión Gomorra.
En la Sanità están ambientadas las dos novelas Benvenuti in casa Esposito (Giunti, 2012) y Bentornati in casa Esposito (Giunti, 2013) del escritor Pino Imperatore.

## Transporte

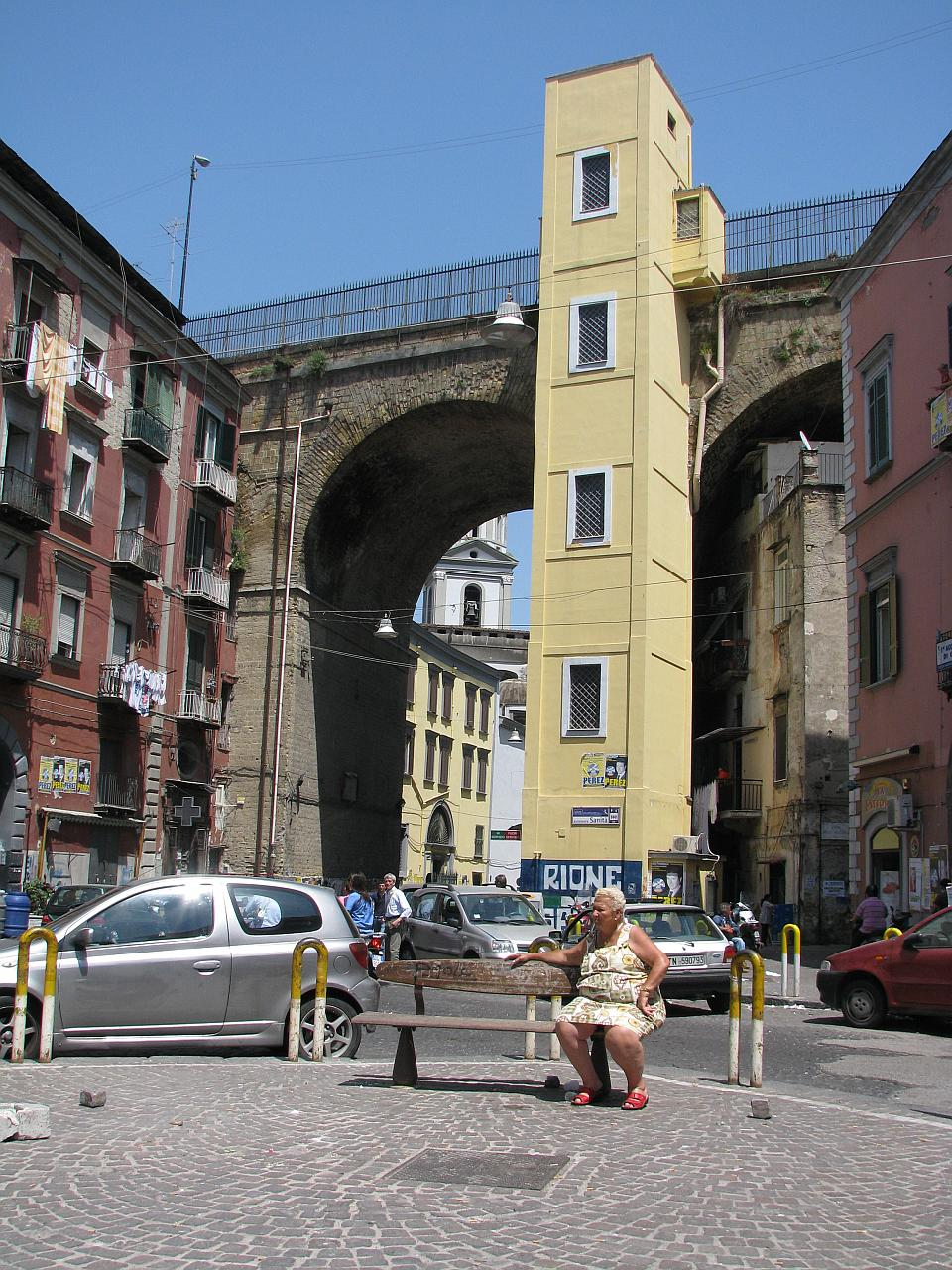
El famoso Ponte della Sanità, junto con el ascensor homónimo.

El rione Sanità se puede alcanzar mediante el autobús: hay líneas que bordean la zona por el sur y líneas que unen el centro con el norte de la ciudad pasando por el Ponte della Sanità. Todas las líneas permiten conexiones fáciles y rápidas desde el centro y desde las principales puertas de acceso a la ciudad (puerto, aeropuerto y estación central). Hay además dos minibuses que entran en el barrio:
- C51 Piazza Cavour - Cimitero delle Fontanelle
- C52 Piazza Cavour - Ospedale San Gennaro dei Poveri

El ascensor de la Sanità, situado junto al puente, facilita el acceso peatonal al barrio superando el gran desnivel que hay entre él y la Via Santa Teresa degli Scalzi. Por último, también el Metro de Nápoles permite llegar al barrio, a través de las estaciones Museo y Materdei de la línea 1 y la estación Piazza Cavour de la línea 2. La estación de Materdei es la más lejana de las tres, pero es la más cercana al cementerio delle Fontanelle, que se encuentra en el interior de todo el valle de la Sanità.